# 久野豊彦
久野 豊彦（くの とよひこ、1896年〈明治29年〉9月12日－1971年〈昭和46年〉1月26日）は、日本の小説家、経済学者。

## 来歴
愛知県出身。慶應義塾大学卒。大正時代末から小説を書き、新興芸術派の一人。第二次世界大戦後、名古屋商科大学教授（経済学）。1967年（昭和42年）に定年退職。クリフォード・ダグラス（en:C. H. Douglas）に依拠して反マルクス主義の立場をとった。

## 著書
- 『ボール紙の皇帝万歳』改造社 新鋭文学叢書 1930年
- 『新芸術とダグラスイズム』天人社 新芸術論システム 1930年
- 『聯想の暴風』新潮社 新興芸術派叢書 1930年
- 『艶文蒐集』第一書房 1932年
- 『新社会派文学』浅原六朗との共著 厚生閣書店 1932年
- 『人生特急 時局経済小説』千倉書房 1932年
- 『ナポレオン伝』春陽堂 少年文庫 1933年
- 『人生の注意がき』教材社 1937年
- 『山岳征服冒險記』大日本雄辯會講談社 世界冒險探檢叢書 1937年
- 『血・鉄・利潤 武器・情報・スパイ』玄海書房 1938年
- 『天理教の本義』生活社 1938年
- 『ソ聯は今後どう動くか』實業之日本社 1938年
- 『諜報の理論と技術』育生社弘道閣 新世代叢書 1941年
- 『東漸するソ聯』愛之事業社 1942年
- 『ブロッケン山の妖魔 久野豊彦傑作選』嶋田厚編 工作舎 2003年 ISBN 978-4-87502-370-8

復刊　
- 『ボール紙の皇帝万才』ゆまに書房 新鋭文学叢書 1998年
- 『聯想の暴風』ゆまに書房 新興藝術派叢書 2000年3月

## 翻訳
- カズンス『ダグラス派経済学全集 第5 新労働政策』春陽堂 1931年
- 『ダグラス派経済学全集 第7 ダグラスの経済哲学』高野善一郎との共訳 春陽堂 1931年
- ピトキン『青年の計画』第一書房 1935年
- ルイス・トレンカー『雪山の生活者』第一書房 1935年
- W.A.ホワイト『人は何故に失敗するか』偕成社 1936年
- トオランス『ジャングルの生活者』三省堂 1942年